# Chaerephon aloysiisabaudiae
Chaerephon aloysiisabaudiae är en fladdermusart som först beskrevs av Enrico Festa 1907.  Chaerephon aloysiisabaudiae ingår i släktet Chaerephon och familjen veckläppade fladdermöss. Inga underarter finns listade i Catalogue of Life.
Denna fladdermus förekommer med två från varandra skilda populationer i Afrika, den första i Elfenbenskusten och områden av angränsande stater och den andra i centrala Afrika från Kamerun till Uganda. Habitatet utgörs av regnskogar samt av savanner. Individerna vilar i trädens håligheter.